# إيهاب المباركي
إيهاب المباركي (14 فبراير 1992 ببنزرت في تونس - ) هو لاعب كرة قدم تونسي في مركز الدفاع. شارك مع منتخب تونس تحت 20 سنة لكرة القدم ومنتخب تونس الأولمبي لكرة القدم ومنتخب تونس لكرة القدم. أما مع النوادي، فقد لعب مع الترجي الرياضي التونسي والنادي الرياضي البنزرتي ونادي إيفيان.
انضم إيهاب المباركي يوم 10 أكتوبر 2020 لنادي وادي دجلة قادمًا من الترجي التونسي

## روابط خارجية
- إيهاب المباركي على موقع قاعدة بيانات كرة القدم.إي يو (الإنجليزية)
- إيهاب المباركي على موقع ناشيونال فوتبول تيمز (الإنجليزية)
- إيهاب المباركي على موقع AS.com (الإسبانية)